# Reiner Hammelrath
Reiner Hammelrath (* 1953 in Bergisch Gladbach) ist ein deutscher Pädagoge und ehemaliger Direktor des Landesverbandes der Volkshochschulen von Nordrhein-Westfalen e.V. mit Sitz in Düsseldorf.

## Studium
Sein Studium an der damaligen Pädagogischen Hochschule Rheinland (heute: Erziehungswissenschaftliche Fakultät der Universität Köln) schloss er 1979 als Diplom-Pädagoge ab.

## Berufsweg
In den Jahren 1980 und 1981 begann er als Studienleiter für politische Bildung am Gustav-Stresemann-Institut in Bergisch Gladbach. Von 1981 bis 1985 war er Wissenschaftlicher Mitarbeiter am Adolf-Grimme-Institut, Marl. Von 1985 bis 1992 war er als Fachbereichsleiter für Politische Bildung an der Volkshochschule Köln tätig. Von 1992 bis 2014 war er Direktor des Landesverbands der Volkshochschulen von NRW.

## Sonstiges
2001 war er in die Spenden-Affäre der Kölner SPD verwickelt.